# Lukousaurus yini
Lukousaurus yini es la única especie conocida del género dudoso Lukousaurus ("lagarto de Lukou") de cocodrilomorfo basal, que vivió a finales del período Jurásico, hace aproximadamente 209 a 190 millones de años, en el Hettangiense y en el Sinemuriense. Encontrado en la Formación Lufeng, Yunnan, China. Está basado en un pequeño cráneo que muestra distintivos cuernos en los huesos lacrimales, y posiblemente el fragmento superior de un húmero derecho. Aunque clasificado durante mucho tiempo como un terópodo celofisoide, Irmis (2004) y Knoll et al. (2012) lo clasifican como crocodilomorfo basal. Descrito en 1948 por Yang Zhongjian, su nombre genérico hace referencia al puente de Lukou, pasaje cerca de Pekín en la Guerra Sino-japonesa.